# كارل لانغنبوش
كارل لانغنبوش (بالإنجليزية: Carl Langenbuch)‏‏ (20 أغسطس 1846 في كيل - 9 يونيو 1901 في برلين) جراح من الإمبراطورية الألمانية.